# Kelisia perrieri
Kelisia perrieri är en insektsart som beskrevs av Ribaut 1934. Kelisia perrieri ingår i släktet Kelisia och familjen sporrstritar. Inga underarter finns listade i Catalogue of Life.